# هفت أباد
هفت‌ أباد (بالكردية: ھەفتاڤا) هي إحدى القرى التابعة لـمرغور في ريف قسم سيلوانه من مقاطعة أرومية، في محافظة أذربیجان الغربیة الإيرانية.

## السكان
حسب إحصاءات سنة 2006، بلغ إجمالي السكان في هفتافا 432 نسمة وعدد المساكن 81 مسكن. لغة سكان هفتافا هي اللغة الكردية و هم من أهل السنة والجماعة والمذهب الشافعي.